# Квебецький університет
Квебе́цький університе́т (фр. Université du Québec, UQ)) — мережа вищих навчальних закладів, що складається з 10 університетів, розміщених у різних містах провінції Квебек (Канада). Квебецький університет було засновано 1968 року рішенням Національної асамблеї Квебеку. Керівництво мережі знаходиться у місті Квебек — столиці провінції. 
У 2005 мережа пропонувала понад 300 навчальних програм і нараховувала більше ніж 76 000 студентів.

## Члени мережі
Мережа складається з 10 університетів, двох вищих шкіл і одного науково-дослідницького інституту.

### Університети

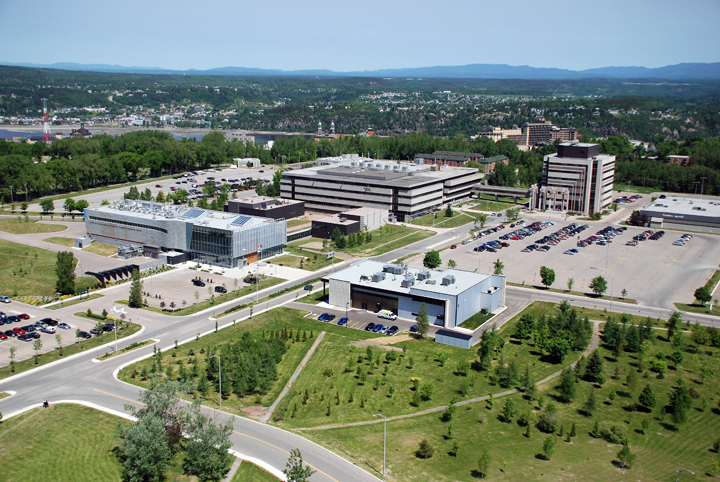
Квебецький університет у Шикутімі у 2007 році

- Квебецький університет у Шикутімі (фр. Université du Québec à Chicoutimi - UQAC), місто Сагне;
- Квебецький університет у Монреалі (фр. Université du Québec à Montréal- UQAM), Монреаль;
- Квебецький університет у Рімускі (фр. Université du Québec à Rimouski - UQAR), Рімускі, має також відділення у місті Леві́ (Lévis);
- Квебецький університет у Труа-Рів'єр (фр. Université du Québec à Trois-Rivières - UQTR), Труа-Рів'єр;
- Квебецький університет у Абітібі-Теміскамінг (фр. Université du Québec en Abitibi-Témiscamingue - UQAT), відділення у Валь-д'Ор (фр. Val-d'Or), Руен-Норанда (Rouyn-Noranda) та інших містах;
- Квебецький університет в Оттаві (фр. Université du Québec en Outaouais - UQO), Гатіно

### Інші установи
- Вища технологічна школа (фр. École de technologie supérieure ETS), Монреаль;
- Національна школа державної адміністрації (фр. École nationale d'administration publique - ENAP), Квебек, з відділеннями у Монреалі, Гатіно, Труа-Рів'єр та у Сагне;
- Національний інститут наукових досліджень (фр. Institut national de la recherche scientifique - INRS), Квебек з відділеннями у Варен (Varennes), містах Лаваль та Монреалі;
- Теле-університет Квебеку (TELUQ) знаходиться у місті Квебек і має відділення у Монреалі. З 22 червня 2004 року, він є складовою частиною Квебецького університету;
- Квебецька обсерваторія (фр. Observatoire du Québec - ODQ) є багатогалузевим дослідницьким центром, також пов'язаним із Квебецьким університетом. Вона розташована у Квебеці.